# جام جهانی بسکتبال ۲۰۰۶
جام جهانی بسکتبال در سال ۲۰۰۶ به میزبانی ژاپن برگزار شد. این رقابت‌ها پانزدهمین دوره جام جهانی بسکتبال محسوب می‌شد که از تاریخ ۲۸ مرداد تا ۱۲ شهریور به میزبانی ژاپن انجام گرفت. فدراسیون بین‌المللی بسکتبال سازماندهی این دوره را در اختیار کشور ژاپن قرار داده بود. برای اولین بار از سال ۱۹۸۶ جام جهانی با حضور ۲۴ تیم برگزار می‌شد (در جام جهانی قبلی ۱۶ تیم شرکت کردند). چهار شهر از مرحله گروهی میزبانی کردند و سایتاما (شهر) به عنوان میزبان پنجم از بازی‌های حذفی اضافه شد.
تیم ملی بسکتبال اسپانیا فاتح تورنومنت شد. آنها در فینال ۷۰–۴۷ یونان را از پیش رو برداشتند. تیم اسپانیا هر نه بازی خود در این مسابقات را با پیروزی پشت سر گذاشت که در نوع خود رکوردی محسوب می‌شد که تا قبل از آن تیمی غیر از آمریکا موفق به انجامش نشده بود. این اولین بار بود که تیم ملی بسکتبال اسپانیا عنوان قهرمانی را به دست می‌آورد و همچنین اولین مدال آنها در مسابقات جام جهانی بسکتبال بود. پائو گاسول اولین اسپانیایی فاتح جایزه بهترین بازیکن مسابقات بود. ناکام این دوره تیم ملی بسکتبال آمریکا بود که با برتری ۹۶–۸۱ مدال برنز را به دست آورد.